# Distretto di Chaglla
Il distretto di Chaglla è uno dei quattro distretti della provincia di Pachitea, in Perù. Si trova nella regione di Huánuco e si estende su una superficie di 664.52 chilometri quadrati.